# USB hub

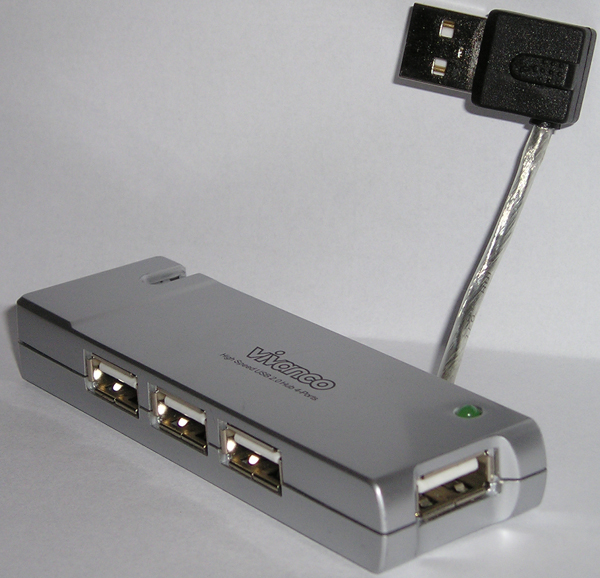
Čtyřportový USB-A hub.

USB hub je zařízení, které umožňuje připojení dalších USB zařízení na jediný USB port počítače nebo dalšího hubu. USB huby jsou někdy umístěny v běžných zařízeních, jako je klávesnice, monitory a tiskárny. Samotné USB huby se vyrábějí v různých provedeních. Od krabic, které vypadají jako switch, až po malá provedení, která jsou připojena přímo do USB portu v počítači bez propojovacího kabelu.

## Napájení
Hub napájený sběrnicí si bere všechnu energii přímo z počítače. Nepotřebuje vlastní samostatné napájení. Nicméně spousta zařízení potřebuje mnohem více energie než je tento způsob napájení schopný poskytnout.
Hub napájený samostatně si bere energii z externího zdroje a tudíž dokáže poskytnout dostatek energie každému portu. Spousta zařízení může operovat napájená buď ze sběrnice nebo pomocí samostatně napájených hubů.
Napájení USB se pohybuje v jednotkách 100 mA až do maxima 500 mA na port. Vyhovující sběrnicí napájený hub nemůže mít více než 4 porty, které posílají signál, protože nemůže nabídnout více než 4 jednotky po 100 mA na napájení připojených zařízení (protože 1 jednotka se používá pro hub samotný). Pokud zařízení požaduje více proudu než mu může být dodáno portem do kterého je zařízení zapojeno, operační systém toto obvykle nahlásí uživateli.
Nicméně na trhu existuje spousta nevyhovujících hubů, které se ohlašují hostiteli jako samostatně napájené. Navzdory tomu, že jsou ve skutečnosti napájené sběrnicí. Ve stejné míře se vyskytuje spousta nevyhovujících zařízení, které využívají více než 100 mA, aniž by tuto skutečnost nahlásily. (Anebo se dokonce někdy nenahlásí ani jako USB zařízení). Tyto huby a zařízení dovolují větší flexibilitu při užívání napájení. (Především spousta zařízení používá daleko méně než 100 mA a spousta USB portů dokáže zásobovat i více než 500 mA než se vypnou kvůli přetížení).
Ale pravděpodobně to ztíží hledání problémů s napájením. Některé napájené huby nezásobují dostatečnou energií aby uživily 500 mA na každém portu. Například spousta 7portových hubů přichází s 1A síťovým adaptérem. Přičemž 7 portů může odebírat maximálně 7 × 0.5 = 3.5 A plus ještě napájení samotného hubu. Předpokladem je, že uživatel nejpravděpodobněji připojí mnoho nízko odběrových zařízení a pouze jedno nebo dvě, které vyžadují až 500 mA.

## Rychlost
K tomu abychom umožnili vysokorychlostním zařízením fungovat v jejich nejrychlejším režimu musí být všechny huby mezi zařízeními a počítačem vysokorychlostní. Vysokorychlostní zařízení ustoupí zpět do plně rychlostního hubu (nebo pokud je připojeno do staršího plně rychlostního portu). Zatím co vysokorychlostní hub podporuje všechny rychlosti, nízko rychlostní a plno rychlostní přenos je kombinován a oddělen od vysokorychlostního přenosu přes překladač přenosu. Každý překladač odděluje nízko rychlostní přenos do vlastního zásobníku, v podstatě vytváří virtuální plně rychlostní sběrnici. Některé návrhy využívají jednoho překladače, zatímco ostatní mají překladačů několik. Použití více překladačů je podstatnou výhodou ve chvíli kdy připojujeme širokopásmové plno rychlostní zařízení.
Je důležité si uvědomit, že v běžném jazyce (často v marketingu) se USB 2.0 používá jako synonymum vysoké rychlosti. Ačkoliv kvůli specifikaci USB 2.0, která představuje vysokou rychlost. vyčleňuje se a nahrazuje specifikaci 1.1. Jakékoliv plněrychlostní anebo nízkorychlostní zařízení je zařízení USB 2.0. Tudíž ne všechny USB 2.0 huby pracují jako vysokorychlostní.

## Fyzický popis
USB spolu s dalšími zařízeními vyžaduje jednu či více rozdvojek (rozbočovačů), které jsou mezi sebou zapojeny. USB rozdvojky mohou USB síť rozšířit maximálně desetkrát (při použiti USB 3.2 Gen1). Tato specifikace USB způsobí, že rozdvojky napájené z bedny nemusí být sériově spojeny s dalšími rozdvojkami tohoto typu.
Zástrčky pro USB porty na počítači jsou většinou umístěny blízko vedle sebe, takže pokud chci zapojit více portů, může jeden bránit druhému (jakože když máme tlustý USB, a chceme zapojit vedle něj jiný, tak tam máme málo místa…) Stejný problém se vyskytuje i u některých externích USB rozdvojek.
Rozdvojky ve tvaru hvězdy, z jejíchž portů každý vede jiným směrem se tomuto problému vyhnou.
Kromě těchto praktických uspořádání byly vyrobeny rozdvojky nezvyklých tvarů, jako například jedna ve tvaru Tardis (smyšlené vesmírné lodi, která cestuje časem, z řady povídek Doctor Who, které běžely na BBC, nebo jiné, které mají tvar ovládacího panelu pro nukleární střelu s červeným tlačítkem pro vypnutí počítače).
V budoucnu se budeme moci setkat s laptopy, které budou mít vybudované USB porty, avšak USB rozdvojky budou schopny spojit několik každodenních zařízení (myš, tiskárnu) do jednoho portu pro urychlení připojení a odpojení..
K dostání budou též takzvané „společné rozdvojky, které jsou opakem USB rozdvojek a umožňují přístup více počítačů k (většinou jednomu) zařízení. Mohou také být manuálního typu – jako rozdělovací skříň, nebo automatické – zahrnující mechanismus pro rozeznání PC, které chce využívat, a podle toho se zapíná. Nemohou zaručit přístup dvou počítačů současně, ačkoli některé modely mají schopnost řídit zařízení odděleně (například 2 počítače a 4 zařízení, přiřazující přístup odděleně). Pouze jednodušší vypínače bývají automatické, což je řadí do cenově vyšší kategorie.

## Protokol
Každý hub má přesně jeden upstreamový port a několik downstreamových portů. Upstreamový port se připojuje (přímo nebo přes ostatní huby k hostiteli). Ostatní huby nebo zařízení mohou být připojeny do downstreamových portů.
Během normálního přenosu, huby jsou v podstatě transparentní: data přijímaná z upstreamového portu jsou přenášena všem zařízením připojených k downstreamovým portům. Data přijímaná z downstreamového portu jsou zpravidla posílaná pouze do upstreamového portu. Tímto způsobem co je zasláno hostitelem je přijímáno všemi huby a zařízeními, co je zasláno zařízením je přijmuto pouze hostitelem a ne dalším zařízením.
Huby nejsou transparentní když se vypořádávají se změnou statusu downstreamových portů, jako třeba připojení a odpojení zařízení. Zvláště jestli downstreamový port změní status tato změna se řeší interakcí mezi hostitelem a tímto hubem. Huby mezi nimi se v tomto případě chovají jako transparentní.
Každý hub má vlastní koncový přerušovací bod "1 IN" (adresa 1 přerušovacího koncového bodu, směr od hubu k hostiteli) používaný k signalizaci změn ve statusech downstreamových portů. Když je zařízení připojeno, hub detekuje pull-up rezistor zařízení a detekuje buď d+ nebo D- a signalizuje připojení k hostiteli přes tento přerušovací koncový bod. Když hostiteli přijde přerušovací koncový bod, je informovám o přítomnosti nového zařízení. To potom zadává instrukce hubu aby resetoval port, na kterém je nové zařízení připojené. Tímto resetem nové zařízení očekává adresu 0 a potom s ním hostitel může komunikovat přímo. Tato komunikace vyústí v přidělení nové adresy (nenulové) k zařízení.

## Elektronický popis
Většina hubů používá jeden nebo více integrovaných IC kontrolerů, z nichž několik návrhů od různých výrobců je k dispozici. Většina podporuje 4portový systém, ale huby používající 7portové kontrolery jsou také k dispozici. Další funkce některých kontrolerů zahrnují kontrolu portů LED diodami (někdy automaticky, někdy hostujícím počítačem) a konverzi PS/2 do USB pro myši a klávesnice.